# NGC 796
NGC 796 (другое обозначение — ESO 30-SC6) — рассеянное звёздное скопление в созвездии Южная Гидра.
Этот объект входит в число перечисленных в оригинальной редакции «Нового общего каталога».
Скопление обозначено в LEDA как PGC 3517874, но поиск в базе данных по этому обозначению не даёт результатов.